# Infurcitinea fasciella
Infurcitinea fasciella är en fjärilsart som beskrevs av Reinhardt Gaedike 1983. Infurcitinea fasciella ingår i släktet Infurcitinea och familjen äkta malar.
Artens utbredningsområde är Iran. Inga underarter finns listade i Catalogue of Life.